# Społeczne Towarzystwo Oświatowe
Społeczne Towarzystwo Oświatowe, STO – ogólnopolska organizacja pozarządowa o statusie pożytku publicznego, działająca od 1987 roku, której statutowym celem jest wyzwalanie i wspieranie inicjatyw społecznych zmierzających do wzbogacania możliwości edukacji i wychowania dzieci, młodzieży i dorosłych. Towarzystwo jest założycielem niepublicznych: przedszkoli, szkół podstawowych, gimnazjów oraz liceów.
Organizacja zrzeszająca wszystkich zainteresowanych kondycją polskiej oświaty i tworzeniem jej nowych lub alternatywnych form. Należą do niego przede wszystkim rodzice i nauczyciele. Naczelnym zadaniem Towarzystwa jest prowadzenie wszechstronnych działań na rzecz poprawy możliwości edukacji dzieci i młodzieży, na rzecz uspołecznienia polskiego systemu oświatowego oraz stworzenia możliwości wyboru różnych dróg kształcenia i wychowywania.
Towarzystwo skupia w ok. 70 kołach terenowych ponad 4000 członków. Prowadzi blisko 100 szkół i placówek oświatowych na terenie całej Polski, w których uczy się ok. 15 tysięcy uczniów i studentów. Obecnym prezesem STO jest Bartosz Tymiński.
Od 1985 roku STO wydawało miesięcznik Edukacja i Dialog. Pierwszym redaktorem naczelnym był profesor Julian Radziewicz, który pełnił tę funkcję do czerwca 2007 roku. Do 2016 roku pismem kierował Witold Kołodziejczyk.

## Siedziba Towarzystwa
ul. Nowy Świat 39
00-029 Warszawa
NIP 525-16-42-603
REGON 001391359